# Trochulus graminicola
Trochulus graminicola е вид коремоного от семейство Hygromiidae. Видът е почти застрашен от изчезване.

## Разпространение
Разпространен е в Германия.